# Diocesi di San Martín
La diocesi di San Martín (in latino Dioecesis Foromartiniensis) è una sede della Chiesa cattolica in Argentina suffraganea dell'arcidiocesi di Buenos Aires. Nel 2023 contava 550.174 battezzati su 783.200 abitanti. È retta dal vescovo Martín Fassi.

## Territorio
La diocesi comprende il partido di General San Martín e il partido di Tres de Febrero nella provincia di Buenos Aires.
Sede vescovile è la città di San Martín, dove si trova la cattedrale di Gesù Buon Pastore.
Il territorio si estende su 102 km² ed è suddiviso in 40 parrocchie.

## Storia
La diocesi è stata eretta il 10 aprile 1961 con la bolla Hispanae linguae di papa Giovanni XXIII, ricavandone il territorio dalle diocesi di Morón e di San Isidro.
L'11 luglio 1978 ha ceduto una porzione del suo territorio a vantaggio dell'erezione della diocesi di San Miguel.
Il 22 marzo 1980, con la lettera apostolica Beatam Mariam, papa Giovanni Paolo II ha confermato la Beata Maria Vergine, venerata con il titolo di Nuestra Señora de Lourdes, patrona principale della diocesi, e San Giuseppe Lavoratore patrono secondario.

## Cronotassi dei vescovi
Si omettono i periodi di sede vacante non superiori ai 2 anni o non storicamente accertati.
- Manuel Menéndez † (12 giugno 1961 - 16 luglio 1991 ritirato)
- Luis Héctor Villalba (16 luglio 1991 - 8 luglio 1999 nominato arcivescovo di Tucumán)
- Raúl Omar Rossi † (22 febbraio 2000 - 2 febbraio 2003 deceduto)
- Guillermo Rodríguez Melgarejo † (30 maggio 2003 - 15 giugno 2018 ritirato)
- Miguel Ángel D'Annibale † (15 giugno 2018 - 14 aprile 2020 deceduto)
- Martín Fassi, dal 5 dicembre 2020

## Statistiche
La diocesi nel 2023 su una popolazione di 783.200 persone contava 550.174 battezzati, corrispondenti al 70,2% del totale.
| anno | popolazione | popolazione | popolazione | presbiteri | presbiteri | presbiteri | presbiteri                | diaconi | religiosi | religiosi | parrocchie |
| anno | battezzati  | totale      | %           | numero     | secolari   | regolari   | battezzati per presbitero | diaconi | uomini    | donne     | parrocchie |
| ---- | ----------- | ----------- | ----------- | ---------- | ---------- | ---------- | ------------------------- | ------- | --------- | --------- | ---------- |
| 1961 | ?           | 770.000     | ?           | 139        | 33         | 106        | ?                         |         | 18        | 31        | 35         |
| 1970 | ?           | 1.026.458   | ?           | 156        | 42         | 114        | ?                         |         | 129       | 449       | 42         |
| 1972 | 907.226     | 1.000.250   | 90,7        | 150        | 44         | 106        | 6.048                     |         | 160       | 540       | 43         |
| 1980 | 942.000     | 1.013.000   | 93,0        | 78         | 31         | 47         | 12.076                    |         | 85        | 552       | 35         |
| 1990 | 880.000     | 1.080.000   | 81,5        | 100        | 33         | 67         | 8.800                     |         | 75        | 168       | 39         |
| 1999 | 820.000     | 896.000     | 91,5        | 95         | 34         | 61         | 8.631                     | 9       | 107       | 189       | 37         |
| 2000 | 810.800     | 885.000     | 91,6        | 89         | 30         | 59         | 9.110                     | 9       | 93        | 188       | 37         |
| 2001 | 810.800     | 885.000     | 91,6        | 91         | 32         | 59         | 8.909                     | 8       | 102       | 186       | 37         |
| 2002 | 592.560     | 740.700     | 80,0        | 91         | 36         | 55         | 6.511                     | 8       | 98        | 167       | 37         |
| 2003 | 681.444     | 740.700     | 92,0        | 89         | 37         | 52         | 7.656                     | 8       | 100       | 171       | 37         |
| 2004 | 518.490     | 740.700     | 70,0        | 92         | 41         | 51         | 5.635                     | 8       | 78        | 171       | 37         |
| 2010 | 538.000     | 769.000     | 70,0        | 82         | 32         | 50         | 6.560                     | 20      | 63        | 127       | 37         |
| 2014 | 535.000     | 775.000     | 69,0        | 82         | 40         | 42         | 6.524                     | 27      | 50        | 121       | 39         |
| 2017 | 536.000     | 760.800     | 70,5        | 75         | 37         | 38         | 7.146                     | 35      | 48        | 132       | 40         |
| 2020 | 560.100     | 768.578     | 72,9        | 68         | 35         | 33         | 8.236                     | 34      | 48        | 135       | 40         |
| 2022 | 565.695     | 776.255     | 72,9        | 60         | 35         | 25         | 9.428                     | 30      | 44        | 120       | 40         |
| 2023 | 550.174     | 783.200     | 70,2        | 58         | 34         | 24         | 9.485                     | 36      | 43        | 122       | 40         |